# Appius Claudius Sabinus (consul en -471)
Pour les articles homonymes, voir Claudius Sabinus.
Appius Claudius Crassinus Inregillensis Sabinus est un homme politique du début de la République romaine, consul en 471 av. J.-C.

## Famille
Son père Appius Claudius Sabinus Inregillensis est le fondateur de la gens patricienne des Claudii en s'installant à Rome vers 504 av. J.-C. Sabinus est donc issu d'une famille qui a intégré l'aristocratie mais on ne sait pas s'il est né à Rome ou en territoire sabin. Son cognomen Sabinus rappelle son ascendance sabine.
La date de sa mort n'est pas certaine (470 ou 449 av. J.-C.) mais si le récit de sa mort en 470 av. J.-C. est authentique, alors il a un fils, Appius Claudius Sabinus, consul en 451 av. J.-C. puis decemvir.

## Biographie

### Contexte
À cette époque, la République romaine est encore peu organisée : les seuls magistrats existant alors sont les consuls, toujours des patriciens, qui disposent de pouvoirs équivalents à ceux des anciens rois, tout en respectant le principe de la collégialité. Le reste du peuple qui n'appartient pas à une gens, les plébéiens, a obtenu en 494 av. J.-C. d’être représenté par des tribuns de la plèbe. Son père Appius Claudius Sabinus, d'abord en tant que consul en 495 av. J.-C. puis en tant que sénateur, s’est signalé par son intransigeance face à l’agitation de la plèbe écrasée par des dettes engendrées par les guerres incessantes. Lui-même poursuit cette politique hostile en s’opposant aux projets de loi agraire, périodiquement réclamée par les tribuns de la plèbe à partir de 485 av. J.-C. et la mort de Spurius Cassius Vecellinus. Par ces projets de loi, les tribuns revendiquent une répartition plus équitable des territoires romains nouvellement conquis et qui sont systématiquement captés par des patriciens.

### Consulat (471)

#### LaLex Publilia
Appuis Claudius Sabinus est choisi par le Sénat pour être consul en 471 av. J.-C. en raison de son caractère intransigeant et violent et en souvenir de l’hostilité que son père a manifestée envers la plèbe, traits qui paraissent alors essentiels aux sénateurs pour lutter efficacement contre les revendications plébéiennes. Comme les patriciens le souhaitent, Sabinus s’oppose aux tribuns, notamment Volero Publilius, qui veulent faire voter une loi, la lex Publilia, instaurant l’élection des tribuns de la plèbe par l’assemblée des plébéiens, tribu par tribu, et non sur la base des curies. Ce projet a pour objectif d'exclure du vote les patriciens et leurs clients. Ceci renforcerait la représentativité des tribuns et empêcherait les patriciens d’influer sur leur désignation et leurs actions.
Sabinus s’oppose physiquement au déroulement du vote, accompagné de jeunes patriciens. Il proclame l’absence de représentativité des tribuns de la plèbe, qui à ses yeux ne sont pas des magistrats mais de simples particuliers, et tente de faire arrêter un tribun par un de ses licteurs. L’émeute est prête à éclater quand son collègue, le consul Titus Quinctius Capitolinus Barbatus, intervient et parvient à calmer la foule par un discours plus conciliant. Sabinus est contraint de se replier dans la Curie. Les sénateurs demandent alors à Sabinus de changer d'attitude au risque d’engendrer des troubles civils. Isolé et privé d’appui politique, Sabinus doit laisser s’effectuer le vote. La loi à laquelle il s’oppose, la Lex Publilia Voleronis, est finalement proclamée.

#### La guerre contre les Èques et les Volsques
Attentifs à l’agitation politique qui affaiblit les Romains, les Volsques et les Èques mènent des raids sur le territoire romain. Deux armées romaines sont levées, commandées chacune par un consul. Barbatus mène son armée contre les Èques tandis que Sabinus se lance contre les Volsques. Ce dernier, furieux d’avoir dû céder devant les tribuns de la plèbe, traite ses soldats, issus de la plèbe, avec autorité et brutalité. Les soldats réagissent en obéissant aux ordres avec lenteur et mauvaise volonté. Les tensions au sein de l'armée sont telles que les soldats finissent par refuser le combat en ligne contre les Volsques, se replient dans leur camp et s’enfuient en désordre lorsque les Volsques lancent l'assaut. Après cette défaite militaire, Sabinus rétablit la discipline dans les rangs de son armée en faisant fouetter et décapiter tous les gradés qui ont quitté leurs positions et en pratiquant la décimation sur le reste des soldats,.

### Procès (470)
À l’issue de son mandat de consul, Sabinus est devenu par ses excès le plus impopulaire des patriciens, alors que ceux-ci l’ont fait élire comme leur meilleur défenseur. Sa rigueur extrême à l’encontre de son armée ne peut lui être reprochée car l'imperium consulaire dont il dispose alors lui donne droit de vie et de mort sur ses soldats qui n’ont pas su faire face à l’ennemi. Sa défaite désastreuse ne peut pas non plus faire l’objet d’une incrimination, son commandement pouvant être jugé maladroit mais sans grande erreur tactique dans la conduite des opérations.
Les tribuns de la plèbe Marcus Duillius et Cnaeus Siccius l’attaquent donc en justice pour son opposition à la loi agraire et pour la défense qu’il prend des patriciens qui accaparent les terres publiques (ager publicus). Malgré les recommandations des sénateurs qui lui conseillent la modération, Sabinus réplique à l’accusation avec arrogance et agressivité. Il risque l’exil, comme Coriolan vingt ans plus tôt. Mais selon Tite-Live, il meurt de maladie avant que le jugement soit rendu. Ses funérailles se déroulent sans incident, quoique selon Tite-Live, les tribuns de la plèbe ont tenté d’empêcher qu’on prononce son éloge funèbre.

### Hypothétique deuxième Consulat (451)
Selon certaines sources antiques, comme les Fastes capitolins qui fournissent son nom complet pour 451 av. J.-C. (Ap. Claudius Ap.f. M.n. Crassinus Inregillensis Sabinus), on lui attribue un second consulat cette année-là. Mais si le récit de Tite-Live pour l'année 470 av. J.-C. est authentique, il s'agirait en fait de son fils, également nommé Appius Claudius Sabinus. Selon la tradition, qu'il s'agisse du père ou du fils, le Sabinus consul en 451 av. J.-C. finit par se suicider alors qu'il est emprisonné avant son procès pour s'être une fois de plus aliéné les tribuns de la plèbe.

### Auteurs antiques
- Tite-Live, Histoire romaine, Livre II, 41-42/56-61 sur le site de l'Université de Louvain

### Auteurs modernes
- (en) T. Robert S. Broughton, The Magistrates of the Roman Republic : Volume I, 509 B.C. - 100 B.C., New York, The American Philological Association, coll. « Philological Monographs, number XV, volume I », 1951, 578 p.
- (fr) Janine Cels-Saint-Hilaire, La République des tribus : Du droit de vote et de ses enjeux aux débuts de la République romaine (495-300 av. J.-C.), Toulouse, Presses universitaires du Mirail, coll. « Tempus », 1995, 381 p. (ISBN 978-2-85816-262-8, BNF 35792312)